# Kontinentální pohár v ledním hokeji
Kontinentální pohár je hokejový turnaj pro evropské kluby. Vznikl v roce 1997 po zrušení Poháru mistrů evropských zemí. Zahrnoval týmy ze zemí, které se neúčastnily Evropské hokejové ligy.

## Formát
V prvním ročníku 1998 se zúčastnilo 42 klubů z 26 zemí. V následujících dvou letech byl počet účastníků rozšířen na 48. Turnaj měl čtyři fáze. Nejlepší týmy byly nasazeny až do čtvrté (finálové) fáze, atp.
V sezoně 2001 se Kontinentální pohár po zániku Evropské hokejové ligy stal de facto nejvyšším klubovým turnajem v Evropě. Formát se změnil - 36 týmů z 27 zemí.
Po vzniku Super six se účastnily týmy pouze ze zemí, které neměly svého zástupce v Super six. Výjimkami byli HC Dynamo Moskva a HKM Zvolen.
Nyní je Kontinentální pohár opět druhou nejvyšší evropskou klubovou soutěží v ledním hokeji pořádanou Mezinárodní hokejovou federací pro týmy které se nekvalifikovaly do Hokejové ligy mistrů. Vítěz se kvalifikuje do dalšího ročníku Hokejové ligy mistrů. 
V sezóně 2022/2023 hraje 19 týmů z 19 zemí, které jsou postupně nalosovány podle výkonnosti do tří kol. V každém kole se konají dvě skupiny se čtyřmi účastníky, a jeden z týmů hostí skupinu ve které hraje každý s každým. Vítězové skupin postupují do dalšího kola, a první dva týmy z obou skupin ve třetím kole postupují do finálové skupiny.
Nejvíce vítězství získal běloruský Junosť Minsk, který vyhrál Kontinentální pohár 3krát, a aktuální vítěz je slovenský tým HK Nitra .

## Vítězové
| Sezóna  | Vítěz                            | Druhé místo                      | Třetí místo                      | Místo konání finále              |
| ------- | -------------------------------- | -------------------------------- | -------------------------------- | -------------------------------- |
| 1997–98 | TJ VSŽ Košice                    | Eisbären Berlín                  | Ilves-Hockey                     | Tampere                          |
| 1998–99 | HC Ambrì-Piotta                  | HC Košice                        | Avangard Omsk                    | Košice                           |
| 1999–00 | HC Ambrì-Piotta                  | Eisbären Berlín                  | Ak Bars Kazaň                    | Berlín                           |
| 2000–01 | ZSC Lions                        | London Knights                   | Slovan Bratislava                | Curych                           |
| 2001–02 | ZSC Lions                        | Milano Vipers                    | HKM Zvolen                       | Curych                           |
| 2002–03 | Jokerit Helsinky                 | Lokomotiv Jaroslavl              | HC Lugano                        | Lugano Milán                     |
| 2003–04 | Slovan Bratislava                | HK Homel                         | HC Lugano                        | Homel                            |
| 2004–05 | HKM Zvolen                       | Dynamo Moskva                    | Alba Volán Székesfehérvár        | Székesfehérvár                   |
| 2005–06 | Lada Toljatti                    | HK Riga 2000                     | ZSC Lions                        | Székesfehérvár                   |
| 2006–07 | Junosť Minsk                     | Avangard Omsk                    | Ilves-Hockey                     | Székesfehérvár                   |
| 2007–08 | Ak Bars Kazaň                    | HK Riga 2000                     | Kazzinc-Torpedo                  | Riga                             |
| 2008–09 | MHC Martin                       | Rouen Hockey Élite 76            | HC Bolzano                       | Rouen                            |
| 2009–10 | Red Bull Salzburg                | Junosť Minsk                     | Sheffield Steelers               | Grenoble                         |
| 2010–11 | Junosť Minsk                     | Red Bull Salzburg                | SønderjyskE Ishockey             | Minsk                            |
| 2011–12 | Rouen Hockey Élite 76            | Junosť Minsk                     | HK Donbass                       | Rouen                            |
| 2012–13 | HK Donbass                       | Metallurg Žlobin                 | Rouen Hockey Élite 76            | Doněck                           |
| 2013–14 | Stavanger Oilers                 | HK Donbass                       | HC Asiago                        | Rouen                            |
| 2014–15 | HK Něman Grodno                  | Fischtown Pinguins               | Ducs d'Angers                    | Bremerhaven                      |
| 2015–16 | Rouen Hockey Élite 76            | Herning Blue Fox                 | GKS Tychy                        | Rouen                            |
| 2016–17 | Nottingham Panthers              | HK Bejbarys Atyrau               | Odense Bulldogs                  | Ritten                           |
| 2017–18 | Junosť Minsk                     | Nomad Astana                     | Sheffield Steelers               | Minsk                            |
| 2018–19 | Arlan Kokshetau                  | Belfast Giants                   | GKS Katowice                     | Belfast                          |
| 2019–20 | SønderjyskE Ishockey             | Nottingham Panthers              | HK Něman Grodno                  | Vojens                           |
| 2020–21 | zrušeno kvůli pandemii covidu-19 | zrušeno kvůli pandemii covidu-19 | zrušeno kvůli pandemii covidu-19 | zrušeno kvůli pandemii covidu-19 |
| 2021–22 | Cracovia                         | HK Saryarka Karaganda            | Aalborg Pirates                  | Aalborg                          |
| 2022–23 | HK Nitra                         | Ducs d'Angers                    | Cardiff Devils                   | Angers                           |
| 2023–24 | Nomad Astana                     | Herning Blue Fox                 | Cardiff Devils                   | Cardiff                          |
| 2024–25 | Cardiff Devils                   | Brûleurs de Loups de Grenoble    | GKS Katowice                     | Cardiff                          |